# Placentia Sound
Placentia Sound is een inham van het eiland Newfoundland in de Canadese provincie Newfoundland en Labrador.

## Geografie
Placentia Sound is gelegen aan de westkust van het schiereiland Avalon in het zuidoosten van Newfoundland. Het is een 7 km² metende inham van de grote Placentia Bay die in het westen aansluit op de natuurlijke haven van Argentia, een van Newfoundlands belangrijkste havens.
De zogenaamde sound is opgedeeld in een noordelijke en een zuidelijke zijarm. De noordelijke zijarm is vrij breed en vormt een natuurlijke haven genaamd Fox Harbour. Aan de oevers ervan ligt de ernaar vernoemde vissersgemeente Fox Harbour. De zuidelijke zijarm is lang en smal en staat bekend als Little Placentia Sound.

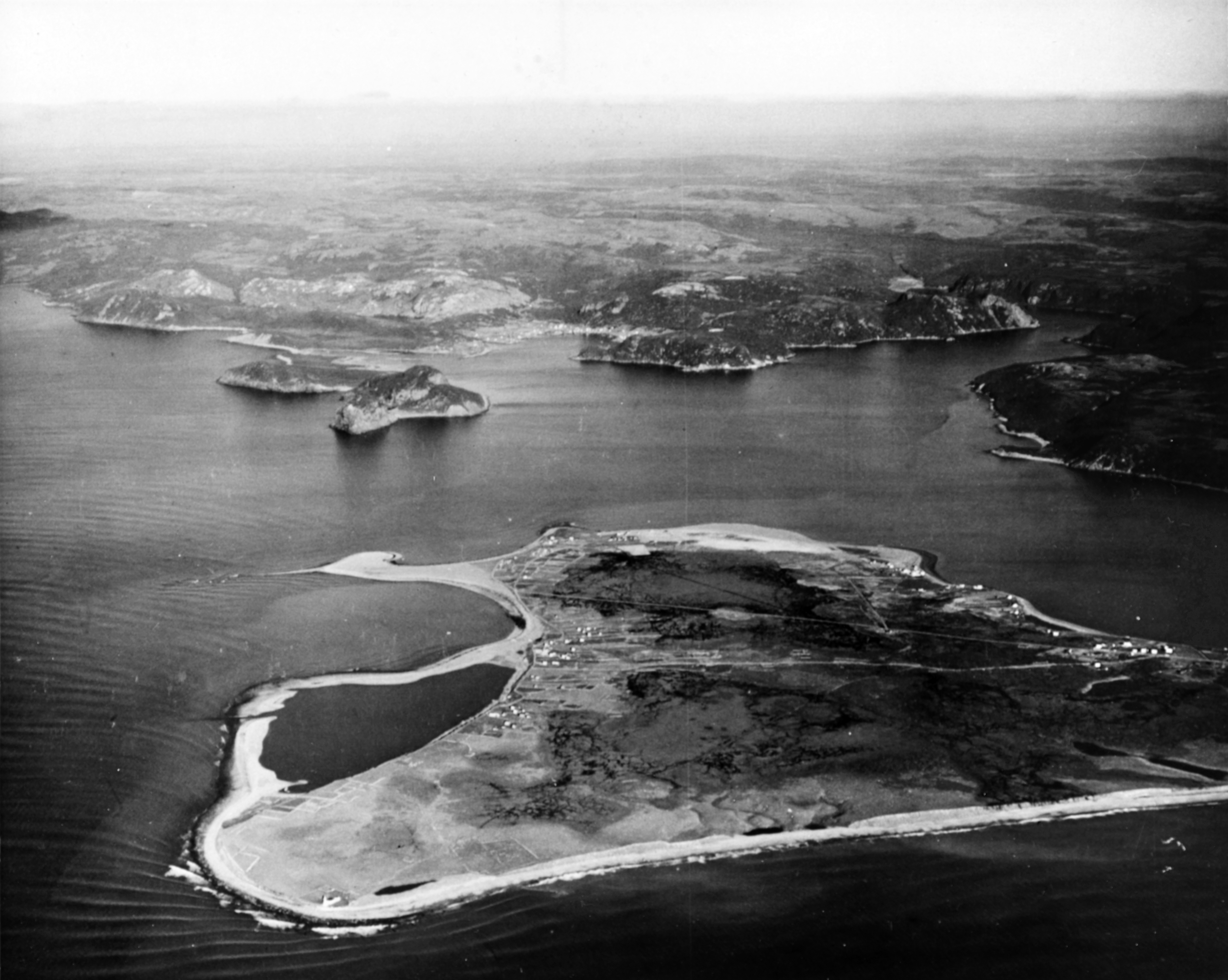
Luchtbeeld uit 1940 met in de voorgrond het schiereiland van Argentia en in de achtergrond, tussen beide kapen, Placentia Sound. Centraal ligt de noordelijke inham Fox Harbour en rechts de zuidelijke inham Little Placentia Sound